# Antonio Razzi

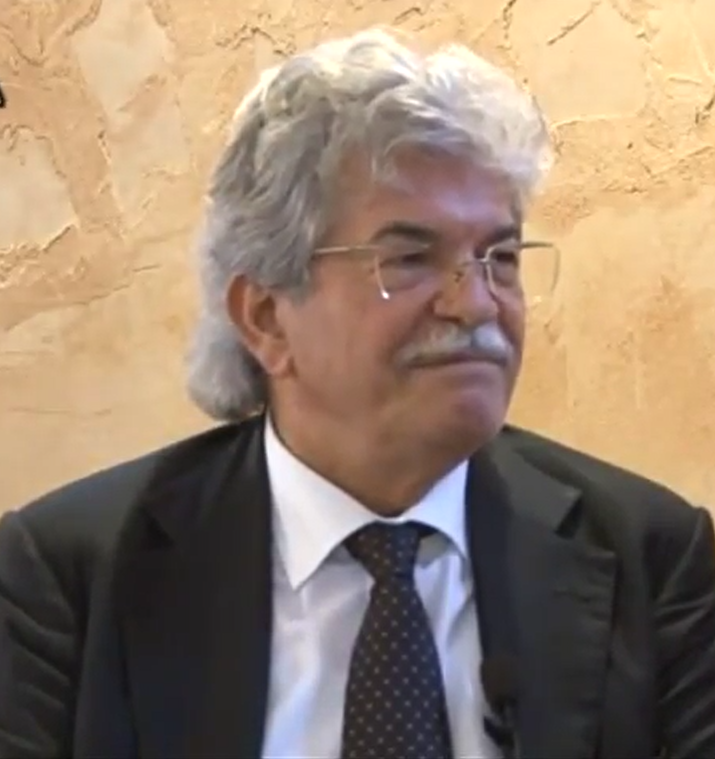
Antonio Razzi

Antonio Razzi (* 22. Februar 1948 in Giuliano Teatino, Provinz Chieti) ist ein in der Schweiz lebender auslanditalienischer Politiker.

## Leben
Antonio Razzi wanderte 1965 im Alter von 17 Jahren in die Schweiz aus. Dort fand er in Emmenbrücke in der Textilindustrie eine Arbeit und übte im dortigen Betrieb im Verlaufe der Zeit verschiedene Funktionen aus. Parallel dazu war Antonio Razzi im Vereinsleben im Umfeld italienischer Gastarbeiter in der Schweiz tätig.

## Sozialpolitische Karriere
1977 war er Mitbegründer des abruzzischen Regionalzentrums in Luzern, das heute mehr als 1000 Mitglieder zählt, und ist seit 1985 deren Präsident. In dieser Funktion setzt er sich mit zahlreichen Initiativen und Veranstaltungen für die Erhaltung und Verbreitung der abruzzischen Kultur und Gebräuche in der Schweiz ein. Unter anderem organisierte er 1993 in Luzern unter dem Motto „Abruzzo polmone d’Europa“ eine dreiwöchige Ausstellung rund um kulinarische und kulturelle Themen der Region Abruzzen. Für seinen Einsatz zur Erhaltung und Förderung der Kultur seiner Heimat wurde er 1994 mit dem Verdienstorden der Italienischen Republik geehrt.
Seit 1999 ist Antonio Razzi Präsident der Vereinigung abruzzischer Emigranten in der Schweiz (Federazione Emigrati Abruzzesi in Svizzera, F.E.A.S.), die aus vierzehn Lokalsektionen besteht. 

## Politische Karriere
Seine politische bzw. parteipolitische Karriere begann im Jahr 2000, als er Auslandsverantwortlicher der 1998 von Antonio Di Pietro gegründeten Partei Italia dei Valori - Lista Di Pietro wurde. Er bekleidete dieses Amt bis 2005.
Die Änderung des italienischen Wahlrechts im Jahre 2002, mit der Auslandwahlkreise eingeführt und den Auslanditalienern eigene Parlamentssitze eingeräumt wurden, öffnete Antonio Razzi die Möglichkeit, sich anlässlich der italienischen Parlamentswahlen von 2006 für ein Parlamentsmandat zu kandidieren. Bei diesen erreichte er als Vertreter von Italia dei Valori den Einzug in die italienische Abgeordnetenkammer.
Bei den vorgezogenen Parlamentswahlen von 2008 wurde Antonio Razzi wiedergewählt.

## Parteiwechsel und Bestechungsvorwürfe
2010 erhielt Antonio Razzi Bekanntheit, als er in letzter Minute bei einem Misstrauensvotum gegen Ministerpräsident Berlusconi die Fronten wechselte und Berlusconi vor einer Niederlage rettete. Er trat aus der oppositionellen Partei Italia dei Valori von Antonio Di Pietro aus und wechselte in die Gruppe Noi Sud, die Berlusconi unterstützt. Zuvor wurde ihm ein sicheres Mandat in einem italienischen Wahlkreis, sowie die Tilgung einer Hypothek seines Hauses in den Abruzzen, das er mit Geldern aus seiner schweizerischen Pensionskasse gekauft hatte, angeboten.

## Privates
Antonio Razzi ist seit 1974 mit der Spanierin Maria Jesùs Fernàndez verheiratet und Vater zweier Kinder.